# Episodi di Médico de familia (sesta stagione)
La sesta stagione di Médico de familia è stata trasmessa in prima visione TV dal 14 aprile al 30 giugno 1998.
| nº | Titolo                          | Prima TV Spagna |
| -- | ------------------------------- | --------------- |
| 1  | La nueva vida                   | 14 aprile 1998  |
| 2  | Vamos a bailar un Rock and Roll | 21 aprile 1998  |
| 3  | Déjate puesto el sombrero       | 28 aprile 1998  |
| 4  | Casi imposible                  | 5 maggio 1998   |
| 5  | La familia y... uno más         | 12 maggio 1998  |
| 6  | Mi mejor enemigo                | 19 maggio 1998  |
| 7  | El letrinas y el taponcete      | 26 maggio 1998  |
| 8  | Princesas destronadas           | 2 giugno 1998   |
| 9  | Más que antojos                 | 9 giugno 1998   |
| 10 | Una obra maestra                | 16 giugno 1998  |
| 11 | La chica de la moto             | 23 giugno 1998  |
| 12 | Un asunto de dos                | 30 giugno 1998  |